# Philippe Busquin
Philippe Busquin (Feluy, Bèlgica 1941) és un polític i professor universitari belga que actualment forma part del Parlament Europeu i que anteriorment fou membre de la Comissió Prodi.

## Biografia
Va néixer el 6 de gener de 1941 al poble de Feluy, situat al municipi de Seneffe, que forma part de la província d'Hainaut. Va estudiar física a la Universitat de Brussel·les, en la qual es va graduar el 1962, i de la qual ha estat professor.

## Activitat política
Membre del Partit Socialista, l'any 1979 fou escollit diputat a la cambra de representants fins al 1994, moment al qual va passar a ser senador. L'any 1980 fou escollit Ministre d'Educació per part del primer ministre Wilfried Martens. L'any 1981 va esdevenir ministre de l'Interior. El 1982 fou nomenat ministre de Pressupostos i d'Energia de Valònia i el 1988 novament fou nomenat ministre, en aquesta ocasió d'Assumptes Socials, càrrec que va mantenir fins al 1992. Aquell any fou nomenat President del seu partit.
L'1 de gener de 2007 va esdevenir burgmestre de Seneffe tot i mantenir el seu mandat de diputat europeu.
Fou escollit eurodiputat en les eleccions europees de 1999 i va renunciar al seu escó el setembre d'aquell any per a esdevenir Comissari Europeu de Recerca en la Comissió Prodi. Abandonà la Comissió Prodi el 2004 per encapçalar, novament, les eleccions europees de 2004, quan Louis Michel va substituir-lo. Com a eurodiputat encapçala la Comissió d'Indústria, Investigació i Energia.